# Abbazia di Kaisheim
L'abbazia di Kaisheim (Kloster o Reichsstift Kaisheim) fu un monastero cistercense con sede a Kaisheim, Baviera, Germania.

## L'abbazia

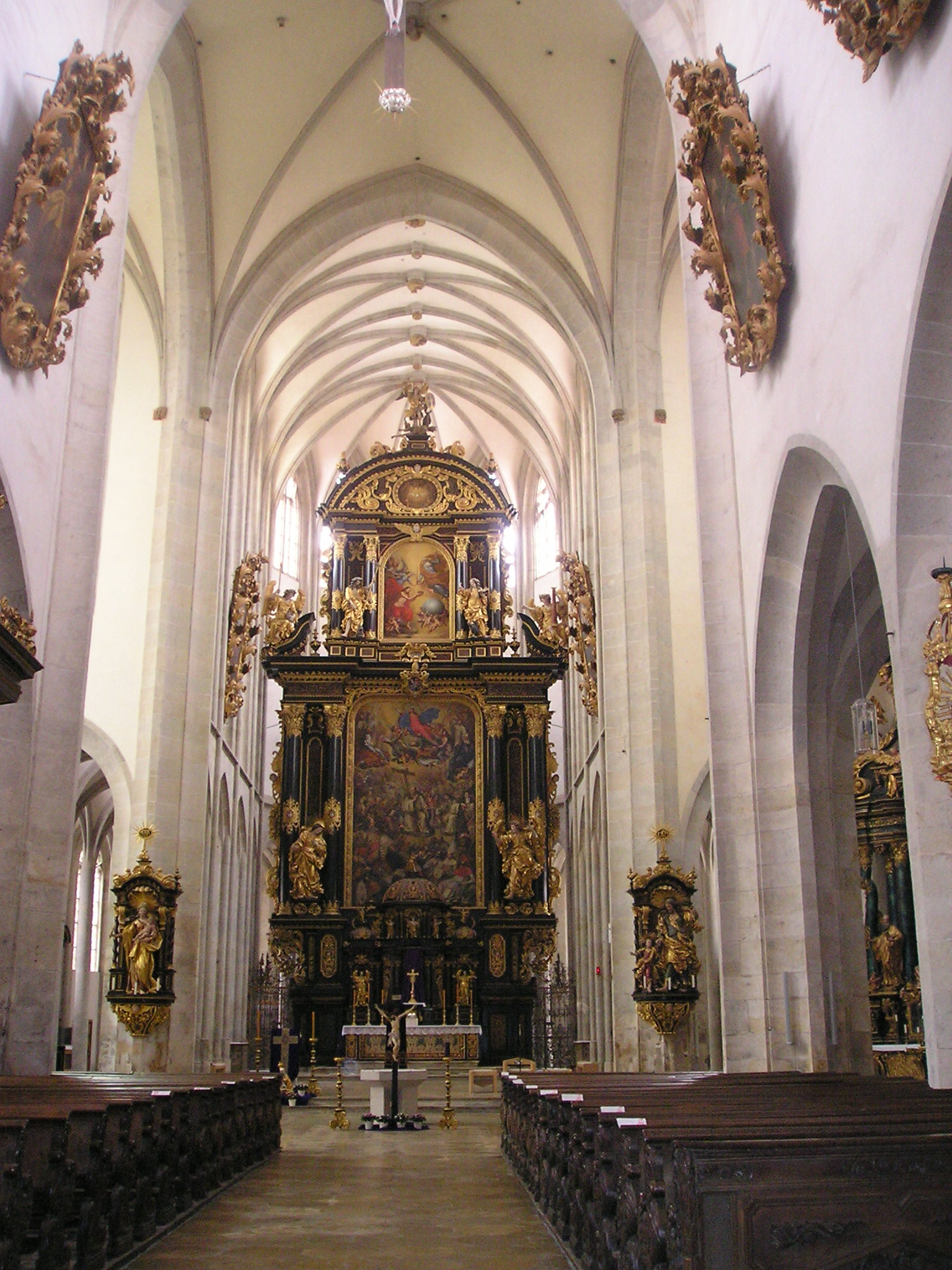
L'interno della chiesa abbaziale

Il complesso abbaziale venne fondato dal conte Enrico II di Lechsgemünd (m. 1142) e da sua moglie Liutgarda, come una casa figlia dell'abbazia di Lützel in Alsazia. Inizialmente il conte Enrico donò questi terreni per la fabbricazione nel 1133, anche se la carta di fondazione risale ufficialmente al 21 settembre 1135. La chiesa venne dedicata nel 1183 dal vescovo di Augusta, ma venne danneggiata da un incendio nel 1286 e quindi ricostruita interamente tra il 1352 ed il 1387, quando la nuova chiesa venne dedicata nuovamente.
La carta di fondazione, inoltre garantiva l'indipendenza del territorio, ma all'estinzione dei conti di Lechsgemünd nel 1327, i loro territori passarono ai Wittelsbach nel ramodei conti di Graisbach, che vennero meno agli accordi iniziali. Già nel 1346 l'abbazia ebbe successo nell'ottenere dall'Imperatore Carlo IV la conferma dei propri diritti inclusi nell'atto di fondazione e la stessa abbazia ottenne il titolo di abbazia imperiale, atto che i Wittelsbach non riconobbero mai.1
Nel 1505 i territori del Palatinato-Neuburg vennero a costituirsi in uno stato unitario che venne ereditato dai conti di Graisbach, inclusi i territori di Kaisheim. Quando il Palatinato-Neuburg divenne protestante nel periodo della riforma, i regnanti pensarono di chiudere il monastero, ma l'idea decadde per influsso dell'imperatore.
Infine, nel 1656 l'abate Georg IV Müller raggiunse un accordo col duca Filippo del Palatinato-Neuburg il quale concesse all'abbazia lo status di "reichsfrei", la qual cosa comportava però il mantenimento di una guarnigione di 80 uomini al servizio del palatinato.
A partire dal 1720 la chiesa assunse forme barocche.
Nel 1802 l'abbazia venne dissolta in seno alla mediatizzazione della Baviera e i suoi possedimenti passarono allo stato bavarese, il quale la utilizzò per scopi militari e poi come residenza di un gruppo di francescani. Dal 1816 le strutture ospitarono una prigione, nota come Justizvollzugsanstalt Kaisheim.
Della struttura la sala dell'Imperatore e la biblioteca riscuotono ancora oggi un particolare successo per l'interesse delle architetture.

## Abati di Kaisheim
- Udalrich 1133-1155
- Konrad I 1155-1165
- Diethelm 1165-1174
- Albert 1174-1194
- Ebbo 1194-1210
- Konrad II 1210-1228
- Heinrich I 1228-1239
- Richard 1239-1251
- Wolvich 1251-1262
- Heinrich II 1262-1266
- Trutwin 1266-1287
- Heinrich III 1287-1302
- Johann I Chonold 1302-1320
- Ulrich I Zoller 1320-1339
- Ulrich II Nubling 1339-1360
- Johann II Zauer 1360-1379
- Johann III Molitor 1379-1400
- Johann IV Scherb 1400-1422
- Kraft von Hochstadt 1422-1427
- Leonhard Weinmayer 1427-1440
- Nikolaus Kolb 1440-1458
- Georg I 1458-1479
- Johann V Vister 1479-1490
- Georg II Kastner 1490-1509
- Konrad III Reutter 1509-1540
- Johann VI Zauer 1540-1575
- Ulrich III 1575-1586
- Georg III 1586-1589
- Domenicus 1589-1594
- Sebastian 1594-1608
- Johann VII 1608-1626
- Jakob 1626-1637
- Georg IV 1637-1667
- Benedikt 1667-1674
- Hieronymus 1675-1681
- Elias 1681-1696
- Judas Thaddäus 1696-1698
- Roger von Röltz 1698-1739
- Cölestin I Meermols 1739-1771

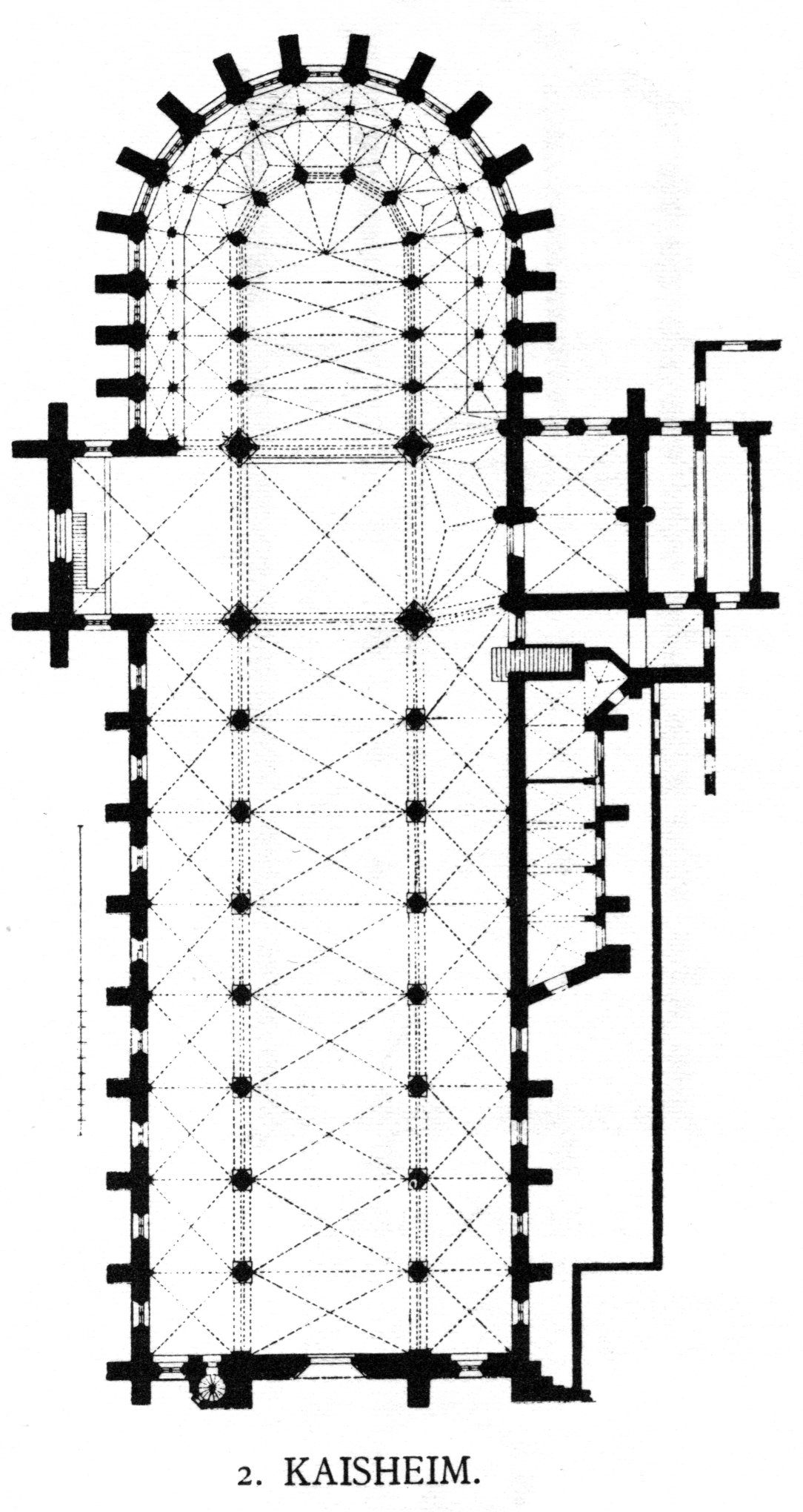
Pianta della chiesa abbaziale di Kaisheim

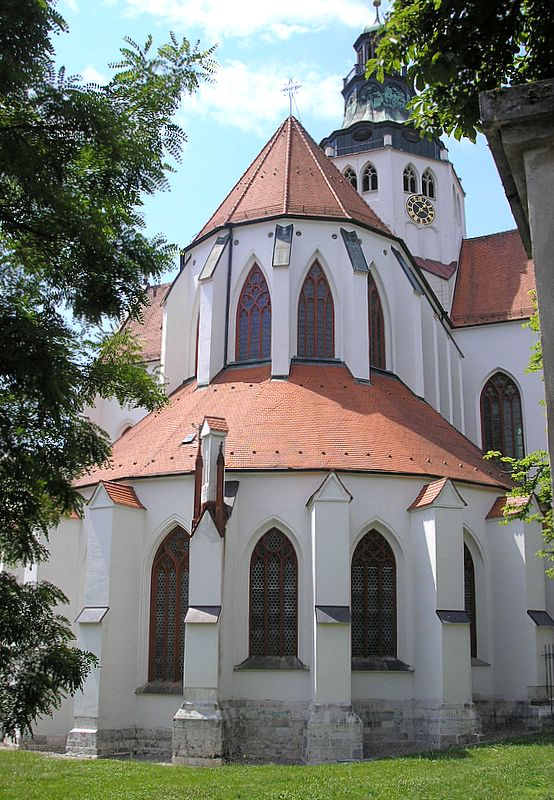
Esterno del coro della chiesa abbaziale

- Cölestin II Angelsbrucker 1771-1783
- Franz Xaver Müller 1783-1803